# Les Contes sauvages
Pour plus de détails, voir Fiche technique et Distribution.
Les Contes sauvages est un documentaire français réalisé par Gerald Calderon et Jean-Charles Cuttoli, sorti en 1993.

## Fiche technique
- Titre : Les Contes sauvages
- Réalisation : Gerald Calderon et Jean-Charles Cuttoli
- Scénario : Gerald Calderon et Véronique Cayla
- Commentaire de Françoise Giroud dit par Nathalie Baye
- Photographie : Daniel Barreau
- Son : Jean Umansky
- Montage : Dominique Caseneuve
- Musique : Pierre Bachelet
- Production : Miroirs - Canal +
- Pays :  France
- Genre : documentaire
- Durée : 85 minutes
- Date de sortie : France - 3 février 1993

## Sélections
- Festival de Cannes 1992 (sélection de la Quinzaine des réalisateurs[1])